# منشية أبو عامر
قرية منشية أبو عامر هي إحدى القرى التابعة لمركز الحسينية في محافظة الشرقية في جمهورية مصر العربية. حسب إحصاءات سنة 2006، بلغ إجمالي السكان في منشية أبو عامر 13621 نسمة، منهم 6876 رجل و6745 امرأة.